# Jules Massenet
Jules Émile Frédéric Massenet (Montaud, 12 de maio de 1842 - Paris, 13 de agosto de 1912) foi um compositor francês. Foi especialmente conhecido por suas óperas, muito populares no final do século XIX e início do século XX.

Nascido em Montaud, perto de Saint-Étienne, mudou-se com sua família para Paris, a fim de que pudesse estudar no conservatório. Ganha o "Grand Prix" de Roma em 1862 e vive por lá durante três anos. Seu primeiro grande sucesso foi o oratório Marie-Madeleine, aclamado por seus contemporâneos Tchaikovsky e Gounod.

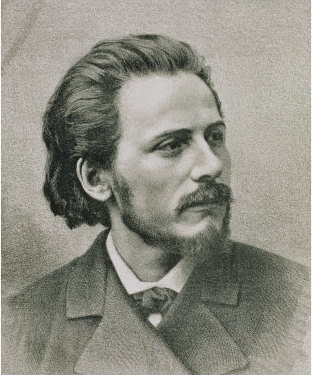
Jules Massenet.

Massenet deixa de compor para servir como soldado na guerra Franco-Prussiana, mas um ano depois (1871) volta, ao fim da guerra. Foi professor de composição de grande influência no Conservatório de Paris a partir de 1878, tendo como alunos Gustave Charpentier, Reynaldo Hahn, Charles Koechlin e Fernand Jouteux (radicado no Brasil) e Francisco Braga, compositor brasileiro.
Suas óperas mais famosas foram: Manon (estreada em 1884), Werther (em 1892) e Thaïs (em 1894). São representadas frequentemente, com enorme sucesso.
Massenet usou o Leitmotiv de Richard Wagner em suas obras, mas adotou um certo matiz francês - criticado por alguns, que o consideraram muito "enfeitado".
Além das óperas, escreveu também bailados, oratórios, cantatas, peças orquestrais e cerca de 200 canções.